# 프레넬 렌즈

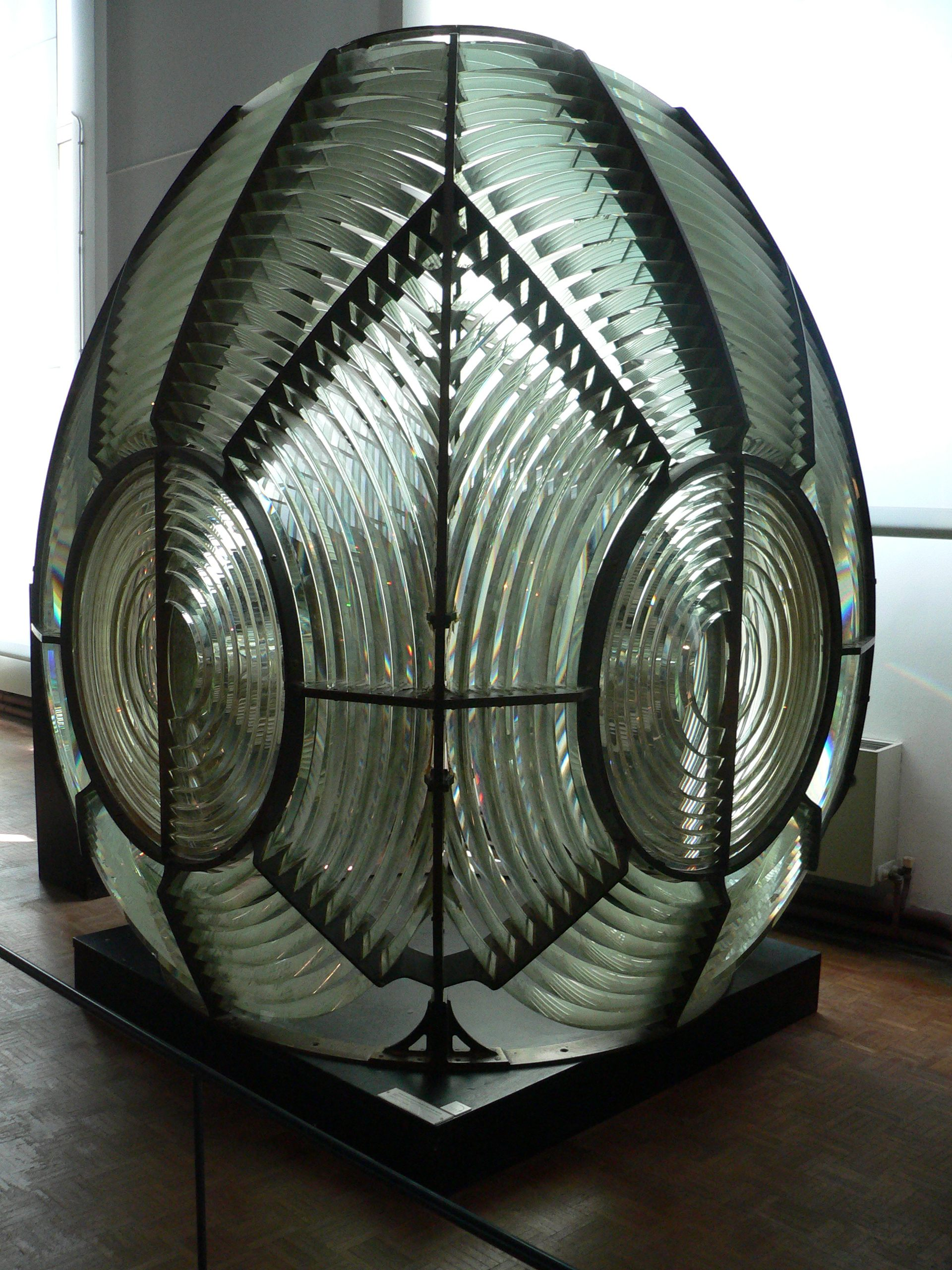

프레넬 렌즈(영어: Fresnel Lens)는 집광 렌즈의 하나로서 볼록 렌즈처럼 빛을 모아주는 역할을 하면서도 두께는 줄인 렌즈이다. 렌즈를 동심원의 환형 섹션 세트로 분할하여 기존 렌즈에 비해 필요한 재료의 양을 줄이는 복합 컴팩트 렌즈 유형이다.
단순한 굴절(순수 굴절) 형태의 렌즈는 뷔퐁 백작인 조르주루이 르클레르에 의해 처음 제안되었으며, 프랑스 물리학자 오귀스탱 프레넬(1788~1827)이 등대에 사용하기 위해 독립적으로 재창조했다. 프레넬이 전적으로 발명한 카타디옵트릭 형태의 렌즈는 내부 전반사와 굴절을 사용하여 광원에서 더 많은 경사광을 포착하고 빔에 추가하여 더 먼 거리에서 더 잘 보이도록 하는 외부 프리즘 요소를 가지고 있다.
이 설계를 통해 기존 설계의 렌즈에 필요한 재료의 질량과 부피 없이 큰 조리개와 짧은 초점 거리의 렌즈를 구성할 수 있다. 프레넬 렌즈는 비슷한 기존 렌즈보다 훨씬 더 얇게 만들 수 있으며 경우에 따라 평평한 시트 형태를 취하기도 한다.
등대에 사용되었기 때문에 "100만 척의 배를 구한 발명품"이라고 불린다.

## 같이 보기
- 존 플레이트